# 北部伊豆諸島方言
北部伊豆諸島方言（ほくぶいずしょとうほうげん）は、東京都伊豆諸島のうち御蔵島以北の有人島（大島・利島・新島・式根島・神津島・三宅島・御蔵島）で話される日本語の方言である。最も近いのは伊豆方言だが、島嶼であるため独特の特徴も見られ、また島ごとの差異も大きい。本土からの移住者の多い利島などでは共通語化が進んでいる。
伊豆諸島南部の方言については八丈方言を参照。

## アクセント・音声
アクセントは中輪東京式アクセントで、伊豆大島の一部に中輪東京式の変種が行われる地域がある。
母音 /e/ は、各島とも東京語よりやや狭めの音である。新島の本村方言（高齢層）では /e/ は長母音として現れるもので、短母音ではイ段音とエ段音の音韻的対立がなく、e を [i] と発音する。例えば [iki]（駅）、[kibjoː]（仮病）、[ɸɯdi]（筆）、[tiŋki]（天気）、[ʃinʃeː]（先生）。三宅島坪田でも e が [i] に転じる傾向があり、ケやレの音節でその傾向が強い。利島でも/Ce/や/Co/の母音はi, uに近く発音される。
一部の方言で、/tu/ の音節がある。新島本村方言では /ti, di/ も認められる。新島本村方言の例：/tuiza'o/ [tɯidzao]（釣り竿）
利島では、連母音 /ei/ が融合せず、[ei] と発音する。先生は「センセー」でなく「センセイ」。

## 文法
北部伊豆諸島方言の文法は静岡方言や西関東方言に近いが、浜言葉の影響も強い。また島ごとの差異が激しい。方言文法全国地図から読みとれる特徴を挙げる。
- 断定の助動詞は東日本方言の特徴である「だ」である。
- 動詞の否定は伊豆大島で「未然形+ない」、三宅島・御蔵島周辺で「未然形+ねえ」を用いるが、利島では「未然形+ん」を用いる。利島では過去否定も西日本的な「-ざった」となる。
- ワ行（ア行）五段動詞の連用形は促音便だが、サ行五段動詞はイ音便になる（北部伊豆諸島方言が最東である）。
- 推量は、伊豆大島では「ずら」、利島では「だんのう」と「だるべい」、三宅島では「ずら」や「だろう」、御蔵島では「だんべー」や「だろう」がそれぞれ用いられる。
- 勧誘・意思には「-べー」が用いられる（利島は「べい」）。意思には「-う」も用いられる。
- 理由は概ね「-から」と「-ので」を用いるが、利島では「-に」、御蔵島では「-んけ」も用いる。
- 利島では動詞の連体形と終止形の区別がみられる。連体形語尾はオ段であり、「べい」や「な」が付く場合の終止形語尾はウ段。言い切りの場合はオ段となる[6]。（例）居る→イロ、寝る→ネロ、する→シロ　-している→-シテロ　書く→カコ
- 伊豆大島では動詞の終止形が「-ん」となって現れる。（例）来る→くん　する→しん　寝る→ねん